# Change (Samsaya)
Change è un singolo della cantante norvegese Samsaya, pubblicato il 29 luglio 2008 su etichetta discografica Lotus Records.

## Tracce
1. Change – 3:42

## Classifiche
| Classifica (2008) | Posizione massima |
| ----------------- | ----------------- |
| Norvegia          | 2                 |